# Hunt Sales
Pour les articles homonymes, voir Sales.
Hunt Sales est un musicien américain né en 1954. Il fait partie du groupe Touch Velvet. 
Batteur depuis l'âge de 13 ans, il a officié au sein de groupes comme Tony & The Tigers et Paris. Avec son frère Tony Sales, il a aussi fait partie de Tin Machine, le groupe de David Bowie. Il a également joué pour Todd Rundgren, Ray Manzarek, Reeves Gabrels, ou encore Iggy Pop. 
Il vit aujourd'hui à Austin, dans le Texas, avec sa femme Antoinette et leur fille Cali, née le 24 août 1990.
Hunt Sales est le fils du comédien Soupy Sales (en).

## Discographie avec Tin Machine
- 1989 : Tin Machine
- 1991 : Tin Machine II
- 1992 : Tin Machine Live: Oy Vey, Baby